# Zrazy

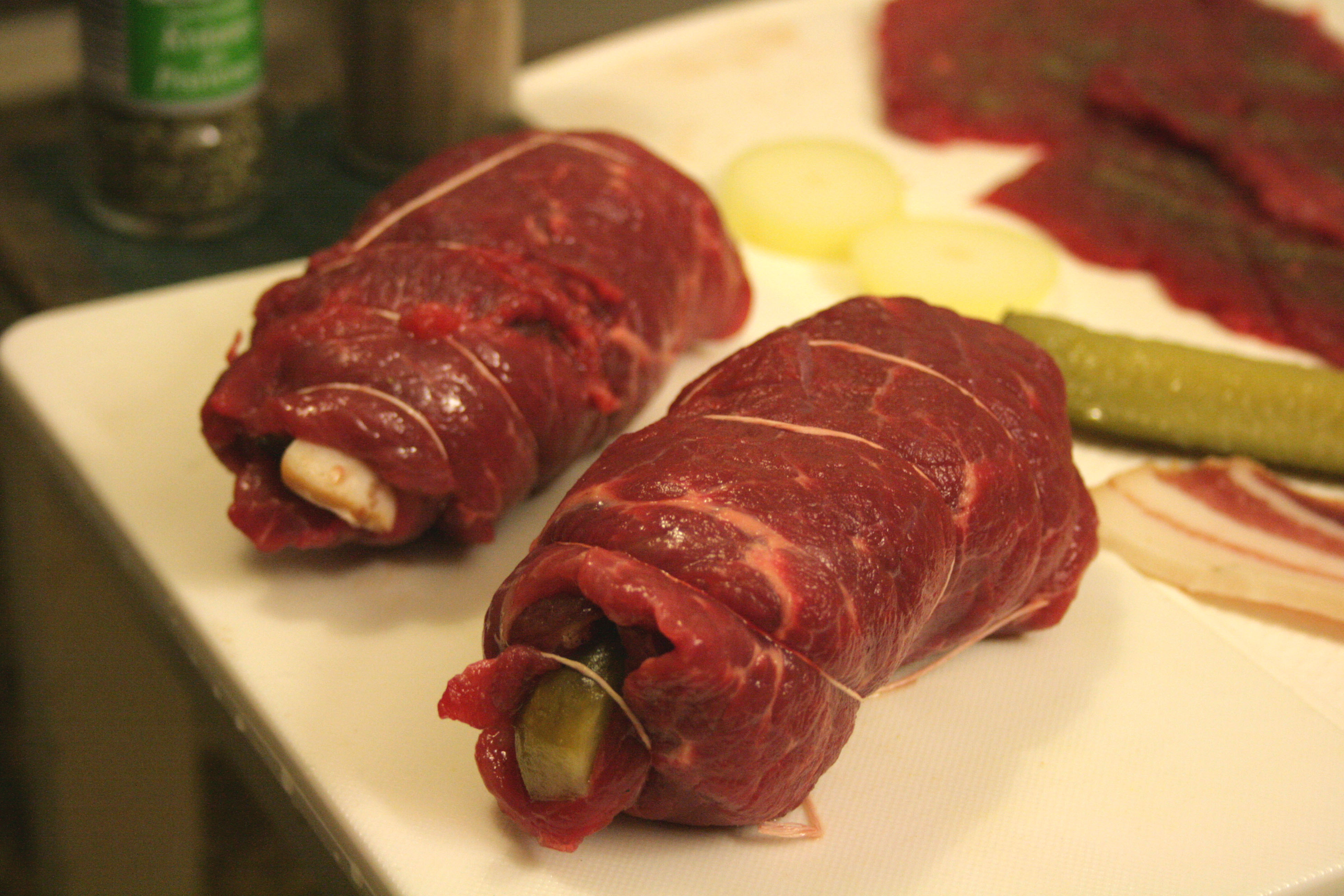
Zrazy zawijane przed obróbką termiczną

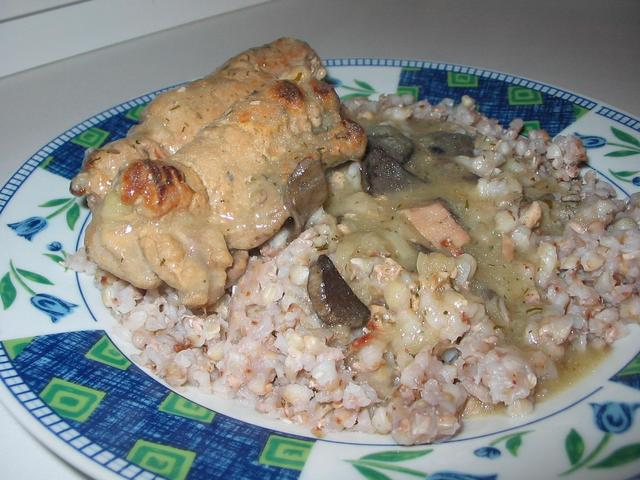
Zrazy podane z nieprażoną kaszą gryczaną i sosem grzybowym

Zrazy – potrawa z kawałków mięsa lub mięsa mielonego, podsmażanego i duszonego z dodatkiem warzyw i przypraw. Tradycyjne danie kuchni staropolskiej, zwłaszcza szlacheckiej i myśliwskiej, obecne w kuchniach narodów dawnej Rzeczypospolitej szlacheckiej: polskiej, litewskiej, białoruskiej i ukraińskiej.
Obecnie wykonuje się je z różnych gatunków mięsa, zazwyczaj ciętego w plastry, niekiedy mielonego, a następnie podsmażanego i duszonego z dodatkiem tłuszczu, cebuli, musztardy, czerstwego pieczywa, ogórków kiszonych, grzybów leśnych (często w postaci farszu), śmietany itp.

## Pochodzenie
Danie charakterystyczne dla kuchni szlacheckiej. W swoim tradycyjnym kształcie najprawdopodobniej wywodzi się z kuchni litewskiej, chociaż jego nazwa wywodzi się z języka polskiego i oznacza plaster mięsa czy pieczeni odcięty od całości.
Tradycyjne zrazy staropolskie (tzw. suropieki) nie zawsze były zawijane, niekiedy po prostu plastry mięsa duszono w specjalnym garnku w sosie własnym z cebulą lub w sosie grzybowym, wtedy często duszono je poprzekładane warstwami grzybów i przypraw.
Paul Tremo, nadworny kucharz Stanisława Augusta Poniatowskiego w podręczniku pt. Nauka dokładna sposobów warzenia i sporządzania potraw z mięsiwa, ryb, jarzyny, mąki jako też przyprawiania rozmaitych sosów, robienia esencji ponczowej etc. etc. wymienia dwa rodzaje zrazów: "zrazy z pozostałej pieczeni" oraz "zrazy z każdego surowego mięsa, nawet zwierzyny". Te pierwsze były zapewne sposobem na wykorzystanie resztek po uczcie.
Zdaniem Bogumiła Samuela Lindego zraz to zwinięty i wypełniony słoniną kawałek mięsa duszonego w sosie.
Zrazy wspomniane są dwukrotnie w Panu Tadeuszu Mickiewicza, jako danie wprawdzie śniadaniowe, ale bardzo cenione:
"W końcu wniesiono zrazy na ostatnie danie:
Takie bywało w domu Sędziego śniadanie."
(Księga II. Zamek, w. 521-522)
"Majorze, gdyby zrazów? (...)
Wniesiono wazę, cukier, butelki i zrazy.
Płut i Ryków tak czynnie zaczęli się zwijać,
Tak łakomie połykać i gęsto zapijać,
Że w pół godziny zjedli dwadzieścia trzy zrazy"
(Księga IX. Bitwa, w. 241-260)

## Odmiany zrazów
Potrawa występuje w niezliczonych wariantach i pod różnymi nazwami. Często stosowane zamiennie określenie to "rolada" wskazująca na najpopularniejszy rodzaj zrazów – wykonywane z rozbitych i zawijanych plastrów mięsa (przede wszystkim wołowiny – zrazy wołowe) i wypełnionych farszem (zrazy zawijane). Do przygotowania zrazów używa się różnego rodzaju mięsa krojonego, siekanego lub mielonego: wołowiny, wieprzowiny, cielęciny, dziczyzny i in. Wtórnie zrazami nazywa się także niektóre potrawy z ziemniaków i z ryb. Zrazy podaje się na gorąco z kaszą, ziemniakami, kluskami lub pieczywem (w wyszukanej formie – podawane w skórce chlebowej).
Podobną formą przygotowania mięsa mogą być bitki, które od zrazów różnią się brakiem farszu i podawane są zazwyczaj w mniejszych kawałkach. 

## Przykłady różnych wersji zrazów
- zrazy wołowe – wszelkie zrazy wykonane z wołowiny (tzw. zrazowa – wewnętrzna strona udźca; rostbef – część lędźwiowa tuszy wołowej; antrykot, polędwica wołowa)
- zrazy polskie – z bitych plastrów wołowiny zrazowej, z dodatkiem nadzienia z pasków wędzonej słoniny, kiszonych ogórków, posiekanej cebuli, musztardy i przypraw
- staropolskie zrazy z grzybami i śmietaną – zrazy niezawijane z polędwicy
- staropolskie zrazy wieprzowe – wykonywane podobnie jak zrazy wołowe, lecz na bazie szynki wieprzowej
- zawijaki ukraińskie – ukraińska wersja zawijanych zrazów wołowych: w rozbite plastry z udźca wołowego zawija się słupki ogórków kiszonych i chudego boczku, zamiast pieczywa dodaje się mąkę pszenną; brak cebuli i grzybów
- zrazy zwijane po białorusku – wypełnione farszem ze zmielonych składników (podsmażona wątróbka wieprzowa, cebula, groszek konserwowy, tarta bułka)
- zrazy mielone (zraziki) – zrazy wykonane z mielonego mięsa (lub masy mięsno-warzywnej), wypełnione niekiedy farszem z grzybów itp.
- zrazy gdańskie

Analogiczne lub podobne potrawy istnieją także w innych kuchniach europejskich:
- Rinderroulade (niem. Rindsroulade, rolada wołowa) – faszerowana kiszonym ogórkiem, cebulą, podawana z gotowanymi ziemniakami i modrą kapustą lub z kluskami.
- bragioli – zrazy wołowe z nadzieniem z mielonego mięsa, oliwek, jaj, bekonu, czerstwego pieczywa i pietruszki w kuchni maltańskiej
- paupiette